# Multidifusión IP
Multidifusión IP (en inglés, multicast) es el envío de la información en una red de computadoras a múltiples destinos simultáneamente, usando la estrategia más eficiente para el envío de los mensajes, sobre cada enlace de la red, solamente una vez y creando copias cuando los enlaces en los destinos se dividen.
Además de multidifusión, existen también envíos de un punto a otro en una red, que es denominado unidifusión (unicast), y el envío a todos los nodos en una red que es denominado difusión amplia (broadcast).

## Introducción
Multidifusión es la entrega de información a un grupo de destinos simultáneamente, que utilizan la estrategia más eficiente para entregar los mensajes a cada eslabón de la red solamente una vez, creando copias únicamente cuando los enlaces a los destinos están divididos.
Antes del envío de la información, deben establecerse una serie de parámetros. Para poder recibirla, es necesario establecer lo que se denomina "grupo multicast". Ese grupo multicast tiene asociado una dirección de internet. La versión del protocolo de internet conocida como IPv4 reserva las direcciones de tipo D para la multidifusión. Las direcciones IP tienen 32 bits, y las de tipo D son aquellas en las cuales los 4 bits más significativos son '1110' (224.0.0.0 a 239.255.255.255).
El término multicast a veces es utilizado incorrectamente para referirse a un envío broadcast multiplexado.
La palabra "Multicast" típicamente es usada referirse a la Multidifusión IP, aunque a veces sea usado para describir ATM (Asynchronous Transfer Mode), Point-to-Multipoint VCs o la Multidifusión de Infiniband. La aplicación del concepto de multidifusión en el nivel de enrutamiento IP, donde los routers (o enrutadores) crean caminos de distribución óptimos para datagramas enviados a una dirección de destino de multidifusión que atraviesa el árbol en tiempo real. También otras puestas en práctica de la estrategia de distribución de multidifusión como:
- IP Multicast
- Internet Relay Chat
- NNTP
- PSYC
- Peercasting usando conexiones punto a punto.

## Tecnologías de multidifusión en Internet
Multidifusión IP es una técnica para un envío a muchos destinatarios sobre una infraestructura IP. La multidifusión utiliza la infraestructura de red de manera eficiente para que la fuente envíe un paquete solamente una vez, incluso si tiene que ser entregado a un número grande de receptores. Los nodos en la red tienen cuidado de reproducir el paquete para alcanzar a múltiples receptores solamente donde es necesario.
La dirección de grupo de multidifusión de IP, el árbol de distribución de multidifusión y el receptor que conduce la creación del árbol son conceptos clave en la multidifusión IP .	
Una dirección IP Multicast de grupo es usada por emisores y receptores para enviar y recibir el contenido. Las fuentes usan la dirección de grupo como la dirección de destino IP en sus paquetes de datos. Los receptores usan esta dirección de grupo para informar a la red que ellos están interesados en el recibimiento de paquetes enviados a dicho grupo. Por ejemplo, si algún contenido es asociado con el grupo 239.1.1.1, la fuente enviará paquetes de datos destinados a 239.1.1.1. Los receptores de aquel contenido informarán a la red que ellos están interesados en el recibimiento de paquetes de datos enviados al grupo 239.1.1.1. El receptor "se une" a 239.1.1.1. El protocolo usado por los receptores unidos en un grupo es denominado Protocolo de Dirección de Grupo De Internet o IGMP (Internet Group Management Protocol).
Una vez que los receptores se unen a un grupo de IP Multicast particular, un árbol de distribución multicast se construye para dicho grupo. El protocolo más utilizado para ello es el Protocolo Multicast Independiente o PIM. Establece árboles de distribución multicast de tal manera que los remitentes de los paquetes de datos a un grupo de multidifusión deben llegar a todos los receptores que se han "unido" al grupo. Por ejemplo, todos los paquetes de datos enviados al grupo 239.1.1.1 son recibidos por los receptores que se unieron a 239.1.1.1.
Existe una gran variedad de PIM: Sparse Mode (SM), Dense Mode (DM), Source Specific Mode (SSM) y Bidirectional Mode (Bidir). De estos PIM-SM es el más ampliamente implementado a partir de 2006, SSM y Bidir son más sencillos y escaladamente desarrollados y, más recientemente, ganando en popularidad.
El modelo IP Multicast exige mucho más sobre el estado interior de la red que el modelo IP unicast que es el que mejor esfuerzo hace para la entrega, y esto ha sido la causa de algunas críticas.

## Uso de la multidifusión
IP Multicast para enviar a un grupo determinado, no precisa de una fuente que sepa acerca de los receptores del grupo. La construcción del árbol multidifusión es iniciada por nodos de la red que están cerca de los receptores o es impulsado por el propio receptor. Esto le permite enviar a un receptor de gran población.
Si bien IP Multicast utiliza una dirección de multidifusión designado, el explícito Multi-Unicast (XCAST) utiliza las direcciones unicast de todos los destinos. Dado que el tamaño del paquete IP es limitado, en general, XCAST no pueden ser utilizadas para grupos de multidifusión con gran número de destinos.
El modelo XCAST generalmente supone que las estaciones que participan en la comunicación son conocidas de antemano, a fin de que la distribución de los árboles se puedan generar y los recursos asignados de antemano por los elementos de la red a los datos reales de tráfico. Por el contrario, el modelo IP Multicast ha sido descrito por el arquitecto Dave Clark a través de Internet, como "poner en paquetes en un extremo, y la red conspira para prestar tales servicios a cualquier persona que pregunte".
IP Multicast crea un estado determinado por la distribución del árbol de multidifusión en la red. Es decir, protocolos actuales de enrutamiento IP Multicast no agregan el estado correspondiente a la distribución de varios árboles. Por lo tanto, si un enrutador es parte de los 1000 árboles multidifusión, ha tenido 1000 enrutamientos multidifusión y reenvío de las entradas. Como resultado de ello existen preocupaciones acerca de la expansión de multidifusión a un gran número de árboles de distribución.
Existe un malentendido en la comparación con unidifusión. Un router unicast necesita saber cómo llegar a todas las demás direcciones unidifusión en Internet, incluso si se hace esto usando solamente una ruta por defecto. Además, hay routers centrales en las rutas que llevan los cientos de miles de personas debido a que contienen la tabla de enrutamiento de Internet. Por otra parte, un enrutador (router) de multidifusión no necesita saber cómo llegar a todos los demás árboles de multidifusión en Internet, únicamente necesitan el estado de los árboles con los miembros descendentes. Cuando este tipo de router se une a un árbol de transmisión compartido se conoce como grafo (injerto) y cuando se elimina lo que se denomina prune (podar).
A partir de 2006, la mayoría de los esfuerzos en la expansión de multidifusión hasta grandes redes se han concentrado en el caso más simple de un solo proveedor o multicast, que parece ser más fácil computacionalmente.
Por estas dos razones y también razones de economía, generalmente IP Multicast no es usado en Internet comercial. Otras tecnologías multidifusión no basadas en IP Multicast son más ampliamente utilizadas. Estos incluyen IRC (Internet Relay Chat) y PSYC, que son más pragmáticos y mejores para un gran número de grupos pequeños. IRC implementa un árbol que se extiende a través de su red de superposición de usos mientras que PSYC utiliza estrategias personalizadas multidifusión por conferencia. También algunos Peer-to-peer emplean las tecnologías de la multidifusión cuando la distribución de contenido es a varios destinatarios.

### En inglés
- Lista de protocolos especiales de enrutamiento para otros protocolos multicast
- Algoritmos de inundación
- Reenvío de paquetes
- Superposición de red
- Dirección Multicast
- Dirección broadcast
- NBMA Nonbroadcast Multiple Access Network
- Session Announcement Protocol
- CastGate - un intento de proporcionar conectividad a la red multicast para máquinas que no la tienen